# Chamsen Kangri
El Chamsen Kangri és una muntanya que s'eleva fins al 7.017 msnm. Es troba a la Saser Muztagh, una serralada secundària de la part índia del Karakoram.
El Chamsen Kangri es troba al costat nord de la glacera nord Shukpa-Kunchang. A poc més de quatre quilòmetres i mig al sud-sud-oest, s'aixeca el Saser Kangri III. El Saser Kangri I es troba uns cinc quilòmetres a l'oest-sud-oest de Chamsen Kangri.
La primera ascensió va tenir lloc el 21 d'agost de 2013 per una expedició índia formada per Divyesh Muni, Vineeta Muni, Susan Jensen, Victor Saunders, Samgyal Sherpa, Mingma Sherpa, Ang Dorji, Chedar Sherpa, Dawa Sherpa i Karma Sherpa, per l'aresta oest.